# FCI Tallinn
 Ikke at forveksle med FC Tallinn.
FC Infonet Tallinn (eller FCI Tallinn) er en estisk fodboldklub beliggende i Tallinn.

## Historie
Klubben blev stiftet den 29. januar 2002.[kilde mangler] Før 2011-sæsonen fusionerede klubben med FC Atletik.[kilde mangler] Efter 2017-sæsonen fusionerede FCI Tallinn med FC Levadia Tallinn, og automatisk rykkede ned til II liiga.[kilde mangler]